# Ондріянки
Ондріянки (Андриянкі, пол. Andryjanki) — село в Польщі, у гміні Ботьки Більського повіту Підляського воєводства. Населення — 339 осіб (2011).

## Історія
Вперше згадується 1525 року.
У 1975—1998 роках село належало до Білостоцького воєводства.

## Демографія
Наприкінці XIX століття в селі налічувалося 41 домів і 412 мешканців. У 1929 році налічувалося 63 православні родини і 4 родини в маєтку.
Демографічна структура станом на 31 березня 2011 року:
|          | Загалом | Допрацездатний вік | Працездатний вік | Постпрацездатний вік |
| -------- | ------- | ------------------ | ---------------- | -------------------- |
| Чоловіки | 174     | 39                 | 113              | 22                   |
| Жінки    | 165     | 30                 | 84               | 51                   |
| Разом    | 339     | 69                 | 197              | 73                   |

## Релігія
Перша церква заснована у селі в XVI столітті. У XIX столітті зведений сучасний мурований храм Покрови Пресвятої Богородиці. До 1915 року православна парафія в Ондріянках мала в підпорядкуванні села Жолотьки, Сільники і маєток Вандалін. Сьогодні місцева церква є філією парафії в Ботьках.